# Hospice des Enfants-Rouges
Pour les articles homonymes, voir Enfants-Rouges.
L'ancien hospice des Enfants-Rouges ou hôpital des Enfants-Rouges est, lors de sa fondation dans le deuxième tiers du XVIe siècle, le premier établissement spécialement et exclusivement destiné à l'accueil des enfants trouvés à Paris. Il devint une caserne en 1808. Il a donné son nom au quartier administratif dit des Enfants-Rouges dans le 3e arrondissement, où il était situé à l'actuelle intersection de la rue Portefoin avec la rue des Archives.

## Situation et vestiges
L'emplacement de l'hôpital des Enfants-Rouges correspond au no 90 rue des Archives, où le contour du chevet de la chapelle de l'hôpital est visible, et au tronçon de la rue des Archives qui n'était pas encore percée entre la rue Portefoin et la rue des Archives. Les bâtiments du 87 rue des Archives sont également des vestiges de l'ancien hospice.

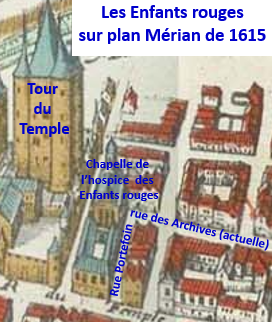
Hospice des Enfants rouges sur le plan de Mérian en 1615.
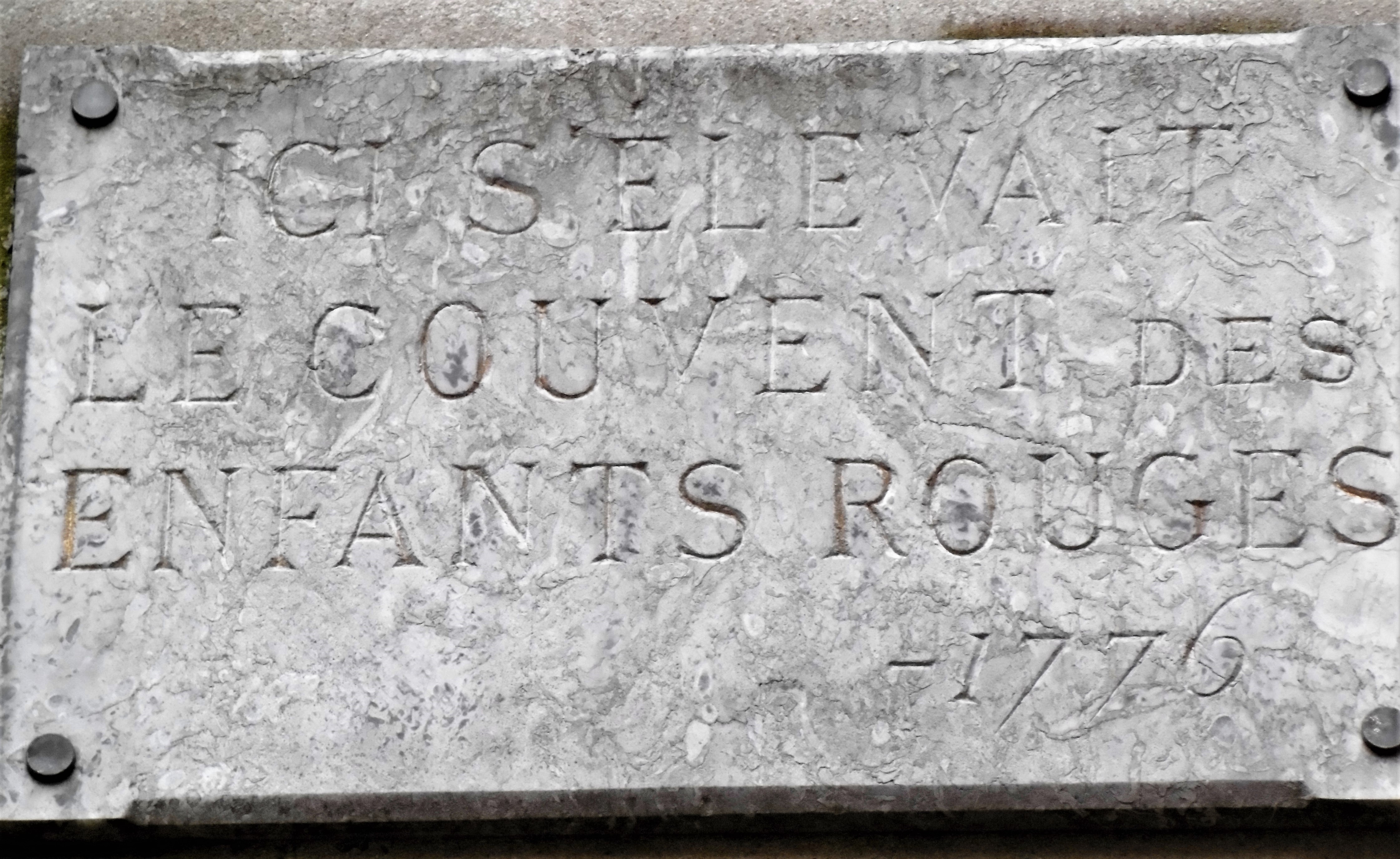
Enfants rouges plaque dans la cour du 90 rue des Archives.
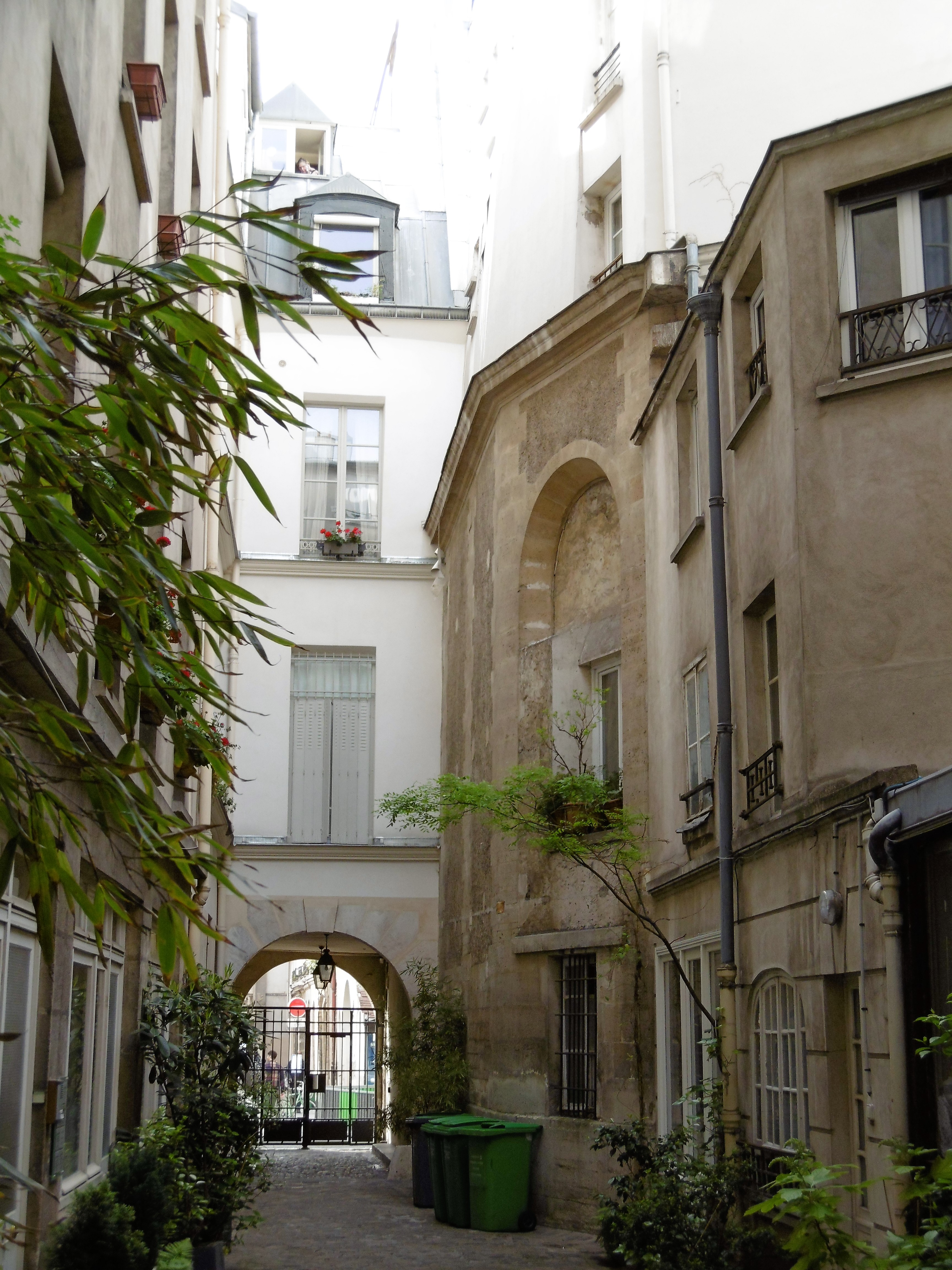
Ancienne chapelle des Enfants-Rouges, 90 rue des Archives.
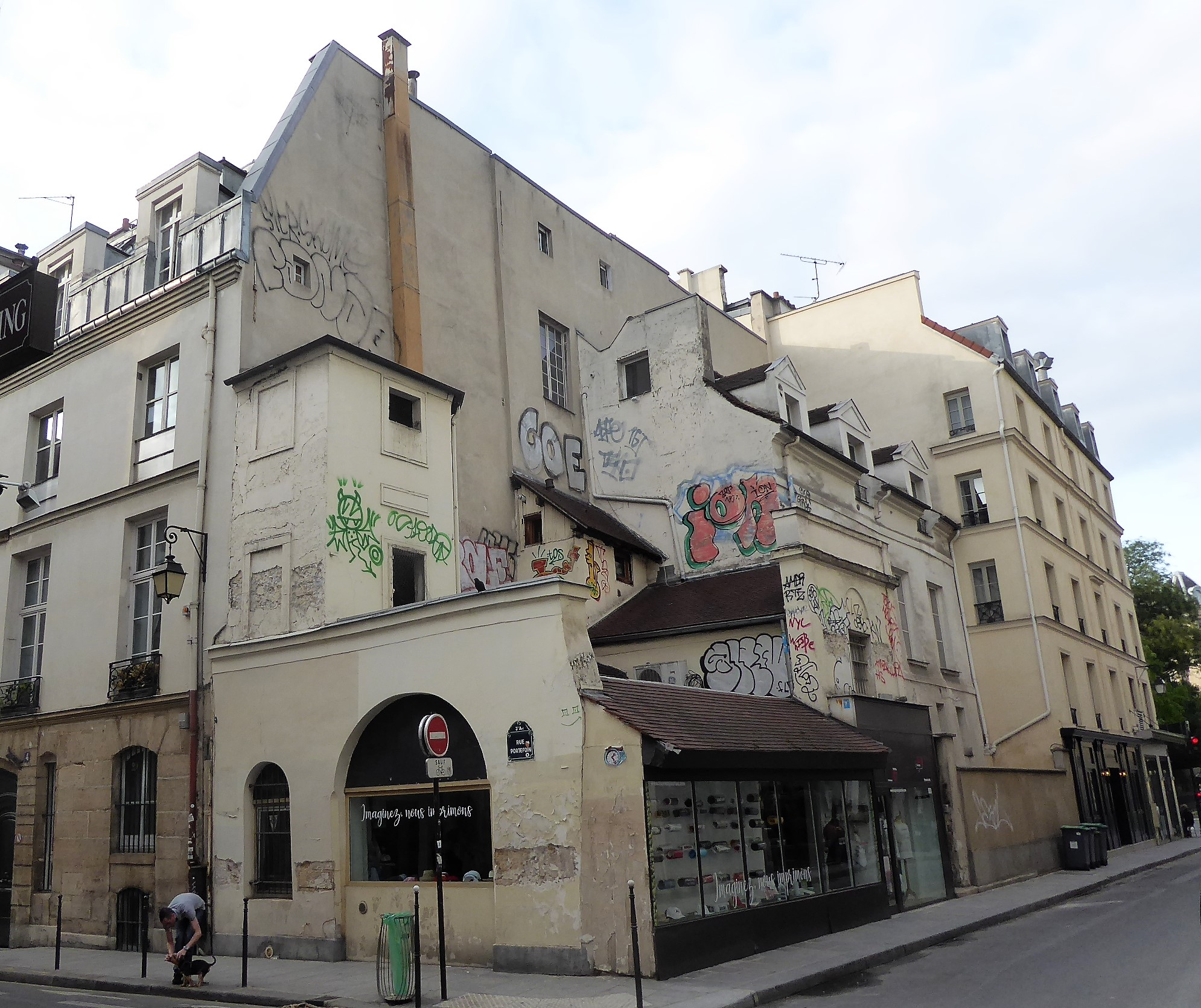
Vestiges de l'hospice, 87 rue des Archives.

## Historique
L'Hôtel-Dieu de Paris accueillait, au XVIe siècle, les malades y compris les enfants. Malheureusement ces derniers mouraient prématurément du fait du manque de nourriture et de soins appropriés. La proximité avec les autres malades et le manque d'hygiène de l'époque répandaient les maladies contagieuses et aggravaient la mortalité infantile.
Marguerite de Navarre, qui entretenait une correspondance importante, de 1521 à 1524, avec Guillaume Briçonnet (1470-1533), évêque de Meaux, choisit le frère de ce dernier, Jean Briçonnet, second président de la chambre des comptes de Paris, pour mener à bien une prise en charge mieux adapté à ces pauvres enfants.
À la demande de Marguerite, le roi octroya par lettre patente, la somme de trois mille six cents livres tournois à ce projet, le 31 janvier 1534.
Le 24 juillet 1535, le président Jean Briçonnet, sur proposition de Simon Machaut et Denis Picot, auditeurs en la chambre des comptes, acheta une maison pour les enfants, disposant d'une cour et d'un jardin, pour la somme de mille deux cents livres tournois. Le reste de la somme fut utilisé pour des réparations, meubles et nourriture.
Contrairement à ce que rapporte une légende parfois imprimée, les orphelins de cet établissement n'étaient pas vêtus de rouge – la teinture carmin à base de cochenilles étant hors de prix – mais prirent le nom "d'enfants-rouges" parce qu'ils avaient en commun d'avoir tué leur mère en couche. Ils étaient donc séparés des "enfants bleus" recueillis dans l'autre hospice où vivaient des enfants abandonnés et retrouvés souvent cyanosés par le froid.
Après sa fusion avec l'hôpital des Enfants-Trouvés en 1772, l'hôpital des Enfants-Rouges fut supprimé. Les locaux furent alors achetés par les prêtres de la doctrine chrétienne le 6 août 1777.
Après fermeture de la communauté en 1790, les bâtiments sont vendus en 1795 et 1796 avec obligation de percer une rue dans le prolongement de la rue des enfants rouges  de la rue Portefoin à la rue de la rue de la Corderie, actuelle rue de Bretagne. Cette rue ouverte en 1800 sous le nom de rue Molay fut intégrée à la rue des Archives en 1874.

## Chapelle Saint-Julien-des-Enfants-Rouges
Une chapelle avait été construite et un vitrail du chœur représentait les armoiries des Briçonnet et des Raguier (famille de son épouse).
Pendant la Révolution française, la section de l'Homme-Armé se réunissait dans la chapelle.[réf. nécessaire]
Les vestiges de la chapelle, au no 90 de la rue des Archives, sont inscrits au titre des monuments historiques depuis le 24 mars 1925.